# Lijst van straten in Haarlem
Dit artikel betreft een incomplete lijst met straten en pleinen in Haarlem.

## Haarlem-Oost
- Amsterdamsevaart
- Amsterdamstraat
- Gedempte Oostersingelgracht
- Harmenjansweg
- Herensingel
- Oudeweg
- Tweede Vooruitgangstraat
- Voormalige Oudeweg
- Zomervaart

## Haarlem-Noord
- Delftplein
- Jan Gijzenvaart
- Julianapark
- Generaal Cronjéstraat
- Kleverlaan
- Kloosterstraat
- Kloppersingel
- Marnixstraat
- Rijksstraatweg
- Schoterweg
- Soendaplein
- Spaansevaartstraat
- Spaarndamseweg
- Verspronckweg

## Schalkwijk
- Aziëpark
- Schipholweg

## Haarlem Zuid-West
- Baan
- Brouwersvaart
- Dreef
- Florapark
- Frederikspark
- Gasthuissingel
- Houtplein
- Kampersingel
- Kinderhuissingel
- Kleine Houtweg
- Leidseplein
- Leidsevaart
- Olieslagerslaan
- Raamsingel
- Spanjaardslaan
- Tempeliersstraat
- Wagenweg
- Westergracht
- Zijlsingel
- Zijlweg